# Henrik Stanley Møller
Henrik Stanley Møller (født 20. februar 1953), også kendt som "Onkel Stanley", er keyboard-spiller, kontrabassist, korsanger og komponist i Danser med Drenge, som han har været medlem af siden gruppens 2. album i 1995.
Stanley Møller var også medlem af Tøsedrengene, som han stiftede i 1978 sammen med barndomsvennen Klaus Kjellerup. Han skrev en del sange i Tøsedrengene, især reggaesange, og han var også sanger i gruppen. Det var f.eks. ham, der sang gruppens gennembrudshit Sig du ka' li' mig i 1981 med Anne Dorte Michelsen.
Senere var han sanger på fodboldsangen Re-sepp-ten sammen med Dodo Gad og det danske fodboldlandshold ved VM i fodbold 1986.
Efter Tøsedrengenes opløsning i 1985 var han medlem af det kortlivede band The Lejrbåls i 1986-87, inden dette band blev opløst efter en enkelt albumudgivelse, som ikke indfriede forventningerne. Herefter arbejde Stanley freelance i nogle år, bl.a. med Klaus Kjellerup, inden han blev fast medlem af Danser med Drenge.
Stanleys musikalske speciale er hans reggae-keyboards, som han udviklede i tiden med Tøsedrengenes såkaldte grundbåndsfabrik, der udover Stanley selv bestod af Kjellerup på bas og trommeslager Jan Sivertsen.
Danser med Drenges publikum kender desuden Stanley for hans "Onkel-show", hvor han synger kreative i-åh-i-åh svar-kor med publikum ved koncerterne.

## Diskografi

### Tøsedrengene
- Det går fremad (1979)
- Tiden står stille (1981)
- Tøsedrengene 3 (1982)
- Alle vore håb (1983)
- Tiden er klog (1984)
- I sikre hænder (1985)

### Danser med Drenge
- Så længe vi er her (1995)
- Sig mig ... er De klar over, hvem vi var? (1997)
- Popsamling (2000)
- Live 2001 (2001)
- Som regel er vi glade (2003)
- Hallo hvor det koger (2005)
- Vores Bedste (2006)
- Sådan er det bare (2008)
- 15 år i røg og damp (2009)
- Det handler om penge (2015)
- Skrål ... ! Live i Portalen (2016)
- Så langt, så godt (2018)
- Giv slip nu (2023)
- Ny start ... LIVE! (2023)
- Sange til de levende og de døde (2025)[8]

### Andre
- The Lejrbåls (1986)
- Re-sepp-ten - single m. Dodo Gad og fodboldlandsholdet (1986)
- Klaus Kjellerup - m. Klaus Kjellerup (1989)
- Den eneste barndom jeg får - single m. Alberte Winding (1997)
- Hvad med i morgen? - single m. Karin Eurén (2022)

## Ekstern henvisning
- Danser med Drenges officielle hjemmeside
- Henrik Stanley Møller på DR musik
- Henrik Stanley Møller på Discogs
- Henrik Stanley Møller på MusicBrainz